# Canal Medjerda - Cap-Bon
Le canal Medjerda - Cap-Bon (arabe : قنال مجردة - الوطن القبلي) est un canal tunisien long de 120 kilomètres qui relie la Medjerda, au niveau du barrage d'El Aroussia, et le village de Belli, près de Grombalia.

## Histoire
La Medjerda, qu'est le seul et le plus long cours d'eau pérenne de Tunisie, est une ressource de première importance, d'où l'intérêt de puiser dans ses eaux pour satisfaire les besoins du pays. C'est pourquoi la construction d'un canal reliant le fleuve aux terres fertiles du Cap-Bon est décidée en coopération avec la Chine.
Il est mis en service en 1982 avant d'être raccordé, par des conduites d'adduction, au barrage de Joumine en 1988 et à celui de Sejnane en 1995. 
Le canal est conçu pour acheminer 470 millions de m³ d'eau par an. Des travaux de doublement pour augmenter ses capacités sont prévus pour 2017.

## Rôle
Le canal de la Medjerda alimente en eau potable les régions de Tunis, du Cap-Bon, du Sahel et de Sfax, qui sont les principales aires de peuplement du pays.
Il assure en même temps l'irrigation agricole des gouvernorats de Tunis, Ben Arous et Nabeul, tout en traversant aussi ceux de La Manouba et de l'Ariana.
Le canal assure enfin le rechargement des nappes phréatiques de Khalidia et du Cap-Bon.

## Gestion
Il est géré par la Société d'exploitation du canal et des adductions des eaux du Nord (SECADENORD), établissement public sous tutelle du ministère de l'Agriculture.